# Илия Пейчиновски
Илия Пейчиновски (на сръбски: Илија Пејчиновић) е български просветен деец, преминал на страната на сръбската пропаганда в Македония.

## Биография
Роден е в Струга. Става учител по френски език в българската гимназия в Солун. Заради ниския си морал е наказан от Екзархията с преместване от Солун в Сяр, след което е уволнен. Привлечен е от сръбската пропаганда и става сръбски учител в Солун. Пейчиновски агитира в смисъл, че трябва да се убие един от българскитe учители, за да се заговори за сърбитe в Солун. На 3 юни 1897 година в солунското кафене „Коломбо“ убива с пистолет българския учител Христо Ганов, а притеклия се на помощ на Ганов Иван Гарванов ранява тежко. Пейчиновски е в лоши отношения с Ганов, защото Ганов пише на близките му, че той е станал ренегат. На 6 септември 1897 година Пейчиновски е ликвидиран в Солун от Иванчо Карасулията и Митре Дудуларски от Дудулари, с помощта на Андон Кьосето.